# Abdul Bangura
Abdul Rahman Bangura (Freetown, 10 gennaio 1986) è un ex calciatore sierraleonese, di ruolo difensore.

## Carriera

### Club
Ha giocato nella seconda divisione statunitense.

### Nazionale
Nel 2014 ha esordito in nazionale.

## Statistiche

### Cronologia presenze e reti in nazionale
| Cronologia completa delle presenze e delle reti in nazionale ― Sierra Leone | Cronologia completa delle presenze e delle reti in nazionale ― Sierra Leone | Cronologia completa delle presenze e delle reti in nazionale ― Sierra Leone | Cronologia completa delle presenze e delle reti in nazionale ― Sierra Leone | Cronologia completa delle presenze e delle reti in nazionale ― Sierra Leone | Cronologia completa delle presenze e delle reti in nazionale ― Sierra Leone | Cronologia completa delle presenze e delle reti in nazionale ― Sierra Leone | Cronologia completa delle presenze e delle reti in nazionale ― Sierra Leone |
| Data                                                                        | Città                                                                       | In casa                                                                     | Risultato                                                                   | Ospiti                                                                      | Competizione                                                                | Reti                                                                        | Note                                                                        |
| --------------------------------------------------------------------------- | --------------------------------------------------------------------------- | --------------------------------------------------------------------------- | --------------------------------------------------------------------------- | --------------------------------------------------------------------------- | --------------------------------------------------------------------------- | --------------------------------------------------------------------------- | --------------------------------------------------------------------------- |
| 19-7-2014                                                                   | Freetown                                                                    | Sierra Leone                                                                | 2 – 0                                                                       | Seychelles                                                                  | Qual. Coppa d'Africa 2015                                                   | -                                                                           |                                                                             |
| 10-9-2014                                                                   | Lubumbashi                                                                  | Sierra Leone                                                                | 0 – 2                                                                       | RD del Congo                                                                | Qual. Coppa d'Africa 2015                                                   | -                                                                           |                                                                             |
| 14-11-2014                                                                  | Abidjan                                                                     | Sierra Leone                                                                | 1 – 5                                                                       | Costa d'Avorio                                                              | Qual. Coppa d'Africa 2015                                                   | -                                                                           | 82’                                                                         |
| 19-11-2014                                                                  | Kinshasa                                                                    | RD del Congo                                                                | 3 – 1                                                                       | Sierra Leone                                                                | Qual. Coppa d'Africa 2015                                                   | -                                                                           |                                                                             |
| Totale                                                                      |                                                                             | Presenze                                                                    | 4                                                                           |                                                                             | Reti                                                                        | 0                                                                           |                                                                             |